# Favole al telefono
Favole al telefono è un libro dello scrittore italiano Gianni Rodari, pubblicato per la prima volta dalle edizioni Einaudi nel 1962.

## Cornice narrativa
Le favole raccolte nascono «dallo scontro occasionale di due parole, da errori di ortografia, da giochi di parole…» (p. VI). Il protagonista è il ragionier Bianchi, un rappresentante di farmaci di Varese che viaggia costantemente in giro per l'Italia, tornando a casa dalla sua famiglia soltanto la domenica, e che ogni sera, alle nove in punto, ovunque si trovi, telefona a casa e racconta per telefono una storia alla figlioletta, che non riesce a dormire senza una favola della buonanotte. Le storie sono tutte piuttosto corte, in quanto il ragioniere non può permettersi di stare al telefono per molto tempo altrimenti spenderebbe troppo (a meno che non abbia concluso buoni affari durante la giornata), ma sono così belle che le centraliniste interrompono il loro lavoro per ascoltarle.
«… sfido: alcune sono proprio belline» (p. 1).

## Elenco delleFavole al telefono
1. Il cacciatore sfortunato
2. Il palazzo di gelato
3. La passeggiata di un distratto
4. Il palazzo da rompere
5. La donnina che contava gli starnuti
6. Il Paese senza punta
7. Il paese con l'esse davanti
8. Gli uomini di burro
9. Alice Cascherina
10. La strada di cioccolato
11. A inventare i numeri
12. Brif, bruf, braf
13. A comprare la città di Stoccolma
14. A toccare il naso del re
15. La famosa pioggia di Piombino
16. La giostra di Cesenatico
17. Sulla spiaggia di Ostia
18. Il topo dei fumetti
19. Storia del regno di Mangionia
20. Alice casca in mare
21. La guerra delle campane
22. Una viola al Polo Nord
23. Il giovane gambero
24. I capelli del gigante
25. Il naso che scappa
26. La strada che non andava in nessun posto
27. Lo spaventapasseri
28. A giocare col bastone
29. Vecchi proverbi
30. L'Apollonia della marmellata
31. La vecchia zia Ada
32. Il sole e la nuvola
33. Il re che doveva morire
34. Il mago delle comete
35. Il pescatore di Cefalù
36. Il re Mida
37. Il semaforo blu
38. Il topo che mangiava i gatti
39. Abbasso il nove
40. Tonino l'invisibile
41. Tante domande
42. Il buon Gilberto
43. La parola piangere
44. La febbre mangina
45. La domenica mattina
46. A dormire, a svegliarsi
47. Giacomo di cristallo
48. Le scimmie in viaggio
49. Il signor Fallaninna
50. Uno e sette
51. L'uomo che rubava il Colosseo
52. Ascensore per le stelle
53. Il filobus numero 75
54. Il paese dei cani
55. La fuga di Pulcinella
56. Il muratore della Valtellina
57. La coperta del soldato
58. Il pozzo di Cascina Piana
59. Case e palazzi
60. Il maestro Garrone
61. Il pianeta della verità
62. Il marciapiede mobile
63. Cucina spaziale
64. La caramella istruttiva
65. Il pulcino cosmico
66. Processo al nipote
67. A sbagliare le storie
68. Promosso più due
69. L'omino di niente
70. Storia Universale

## Trama

### Il palazzo di gelato
A Bologna, un giorno, viene costruito un palazzo interamente fatto di gelato, proprio nella Piazza Maggiore:
(pagina 7)
Tantissimi bambini arrivano anche da lontano per mangiare il gelato e ne fanno grandi scorpacciate, senza alcun effetto dannoso sulla loro salute in quanto, per ordine dei dottori, quel giorno nessuno può avere mal di pancia. Da allora, quando i bambini chiedono ai genitori un altro gelato, essi spesso rispondono: "Eh già, per te ce ne vorrebbe un palazzo intero, come quello di Bologna".

### Il palazzo da rompere
A Busto Arsizio i genitori presentano una petizione al sindaco perché i bambini rompono praticamente tutto.
(pag. 11)
L'anziano ragionier Gamberoni, che ha molti nipoti e sa bene cosa significhi ciò, calcola il costo dei danni causati dai bambini e si rende conto che, spendendo solo la metà di tale cifra, si potrebbe costruire un grande palazzo ed obbligare i bambini a distruggerlo, per farli guarire, proponendo tale idea alla cittadinanza. Il palazzo viene costruito e all'inaugurazione i bambini, a cui viene consegnato un martello, incominciano la distruzione, facendo un gran fracasso. Dopo tre giorni i bimbi smettono di rompere ciò che c'è all'interno del palazzo, non divertendosi più; il Comune decide quindi di consentire ai cittadini di fare quello che vogliono di ciò che resta del palazzo da rompere, quindi anche molte persone di alto livello sociale iniziano ad andare a sfogarsi a colpi di martellate.

Il ragionier Gamberoni calcola che la sua idea ha fatto risparmiare alla città due stramilioni e sette centimetri e per questo viene insignito di un premio al valor civile: una medaglia con un buco d'argento.

### A inventare i numeri
Due personaggi decidono di inventare numeri e scoprono di poter inventare numeri straordinari, come lo stramilione, il millantone, il meravigliardo ed il meraviglione, delle tabelline, come tre per tre latte e caffè..., dei prezzi misurati in tirate d'orecchi e delle distanze misurate in chilometri nuovi, chilometri usati e cioccolatini, oppure di poter misurare il peso di una lacrima:

(pag. 27)

### Il topo dei fumetti
Un topo del mondo dei fumetti, stanco di vivere in tale situazione, salta fuori dalla pagina e interagisce con i topi del mondo reale. I topi veri, straniti, lo lasciano indietro in un magazzino mentre mangiano dei semi, e nel magazzino il topo dei fumetti incontra un gatto dei fumetti con il quale fa amicizia.

### La strada che non andava in nessun posto
Fuori da un paese partono tre strade: una conduce al mare, una porta verso la città e la terza è conosciuta perché, secondo quanto si dice in zona, non conduce in nessun posto. Un bambino di nome Martino, nonostante tutti gli dicano che è inutile prendere quella strada, è così ostinato al riguardo che inizia a venire soprannominato Martino Testadura e un giorno decide di percorrere fino in fondo la strada che non porta in nessun posto. Cammina e cammina, dopo moltissima strada e dopo aver percorso un grande bosco, incontra un cane, segno di civiltà umana, poi un cancello e infine un castello pieno di comignoli fumanti. Qui una meravigliosa signora si congratula con lui per non aver creduto alla bugia secondo cui quella strada non portava in nessun posto e gli consegna immensi tesori da riportare insieme al cane al suo paese. 

La sera stessa, dopo aver saputo la notizia, in tanti si avventurano lungo la strada, ma giunti alla fine trovano solo un mare di spine, perché
(pag. 62)

### Il sole e la nuvola
Il sole regala i suoi raggi in tutte le direzioni: all'acino d'uva, al filo d'erba, alla goccia d'acqua. Una nuvola di umore temporalesco si lamenta con lui, rinfacciandogli di "sciupare" i raggi elargiti, ma il sole non risponde e continua i suoi doni senza contarli. Al tramonto il sole, prima di scomparire nel mare, conta i suoi raggi e si rende conto di non averne sprecato neanche uno, mentre la nuvola si disperde poco dopo in grandine e scompare.
(pag. 73)

## Edizioni
- Gianni Rodari, Favole al telefono, collana Libri per ragazzi n.7, disegni di Bruno Munari, Torino, Einaudi, 1962.
- Gianni Rodari, Favole al telefono, collana Gli struzzi, disegni di Bruno Munari, n. 14, Torino, Einaudi, 1972.
- Gianni Rodari, Favole al telefono, collana Gli struzzi. Ragazzi, n. 9, Torino, Einaudi, 1981.
- Gianni Rodari, Favole al telefono, collana Letture per la scuola media, introduzione di Luigi Malerba, n. 67, Torino, Einaudi, 1981.
- Gianni Rodari, Favole al telefono, collana Storie e rime, illustrazioni di Francesco Altan, n. 14, San Dorligo della Valle, Einaudi ragazzi, 1993, ISBN 88-7926-113-4.
- Gianni Rodari, Favole al telefono, collana Gli struzzi. Società, n. 14, Torino, Einaudi, 1994, ISBN 88-06-30718-5.
- Gianni Rodari, Favole al telefono, a cura di Clementina Acerbi, collana Nuove letture, Milano, Einaudi scuola, 1994, ISBN 88-286-0186-8.
- Gianni Rodari, Favole al telefono, Milano, Mondolibri, 2000.
- Gianni Rodari, Favole al telefono, collana I favolosi, illustrazioni di Francesca Galmozzi, supplemento a Il Giornalino, Alba, San Paolo, 2003.
- Gianni Rodari, Favole al telefono, in I libri della fantasia, disegni di Bruno Munari, San Dorligo della Valle, Einaudi ragazzi, 2009, ISBN 978-88-7926-790-8.
- Gianni Rodari, Favole al telefono, collana La biblioteca della fantasia, disegni di Bruno Munari, n. 2, Milano, Il Sole 24 ore, 2012.
- Gianni Rodari, Favole al telefono, collana Storie e rime n.523, illustrazioni di Simona Mulazzani, San Dorligo della Valle (Trieste), Einaudi ragazzi, 2013, ISBN 978-88-665-6122-4. Collana Einaudi Ragazzi Gold, Einaudi Ragazzi, 2017, ISBN  978-88-665-6359-4.
- Gianni Rodari, Favole al telefono, disegni di Bruno Munari, collezione Gianni Rodari n. 1, Milano, Corriere della Sera - La Gazzetta dello Sport, 2015. Collezione 100 Gianni Rodari n. 1, Corriere della Sera - La Gazzetta dello Sport, 2020.

### Edizioni parziali
- Gianni Rodari, Il palazzo di gelato e altre otto favole al telefono, collana Tantibambini, fotografie a colori di Alberto Munari, n. 5, Torino, Einaudi, 1972.
- Gianni Rodari, Le più belle favole al telefono, a cura di Rosanna Alberti, collana La bibliotechina, illustrazioni di Gionata Ferrari, Milano, Einaudi scuola, 1995, ISBN 88-286-0265-1.
- Gianni Rodari, Tre favole al telefono, contiene Il giovane gambero, Il cacciatore sfortunato, Una viola al Polo Nord, Trieste, Edizioni EL, 2013.
- Gianni Rodari, Il filobus numero 75, collana Un libro in tasca, illustrazioni di Blanca Gómez, n. 158, Trieste, Edizioni EL, 2013, ISBN 978-88-477-2994-0.
- Gianni Rodari, Un palazzo di gelato. Una favola al telefono, illustrazioni di A. Curti, Emme Edizioni, 2014, ISBN 978-88-671-4229-3.